# Estación de Empalme (Tharsis)
Empalme fue una estación de ferrocarril situada en el municipio español de Alosno, en la provincia de Huelva. Formaba parte del ferrocarril de Tharsis, que estuvo operativo entre 1871 y 1999. En la actualidad el antiguo complejo ferroviario de Empalme se encuentra abandonado y fuera de servicio.

## Situación ferroviaria
La estación, situada a 180 metros de altitud, formaba parte del trazado de las siguientes líneas:
- Línea férrea de vía estrecha Tharsis-Río Odiel, punto kilométrico 4,875.[1]
- Línea férrea de vía estrecha Empalme-La Zarza, punto kilométrico 30,890.[1]

## Historia
El ferrocarril de Tharsis fue inaugurado el 6 de febrero de 1871, tras varios años de obras. La construcción corrió a cargo de la Tharsis Sulphur and Copper Company Limited, empresa británica que poseía varias minas en la zona y buscaba dar salida al mineral extraído. En 1888 se inauguró un nuevo trazado que enlazaba la vía general del ferrocarril de Tharsis con la mina de La Zarza, levantándose años después una estación que se denominó «Empalme» en clara referencia a su cometido. En la década de 1970 la gestión de las instalaciones ferroviarias pasó a manos de la Compañía Española de Minas de Tharsis. El ramal Empalme-La Zarza fue cerrado al tráfico en 1991, siendo clausurado definitivamente un año después. El trazado sería desmantelado algunos años después para permitir la construcción de una carretera en la zona. La vía general entre Tharsis y Corrales fue clausurada al tráfico el 1 de enero de 2000, si bien el último tren había circulado una semana antes.

## Instalaciones
El complejo ferroviario de la estación de Empalme constituía el punto de enlace entre los dos trazados ferroviarios de la Compañía de Tharsis, llegando a disponer las instalaciones de varias vías de servicio. El edificio principal de la estación se construyó en 1933, si bien con anterioridad ya existían varias edificaciones. Cabe señalar que fue en este nudo ferroviario donde se instaló el único puente giratorio de toda la red de Tharsis para facilitar el cambio de marcha de las locomotoras. Además, dentro del complejo de «Empalme» también se levantaron una «Casa de los empleados» para atender a los ferroviarios y un depósito de carbón destinado a abastecer a las locomotoras de vapor.